# 施托尔珀-萨缪尔森定理
施托尔珀－萨缪尔森定理是赫克歇尔-奥林模型当中的一个基本定理. 它描述了产出商品的相对价格和相对生产要素报酬（特别是实际工资和实际资本回报）之间的关系。
定理说，在一些经济学假设（回报不变，完全竞争，产品数量对应的生产要素数量均等）下，一个商品的相对价格上升将导致生产那种商品使用最密集的生产要素的回报上升，相反，其他生产要素的回报下降。

## 定理的历史
它是在1941年由Wolfgang Stolper和Paul Samuelson从Heckscher-Ohlin模型内推导出来的，但后来又在限制较少的模型中推导出来。作为一个术语，它适用于所有看到效果的情况。Ronald W.Jones和Jose Scheinkman(1977)表明，在非常一般的条件下，要素收益随产出价格变化，正如该定理所预测的那样。如果我们考虑国际贸易增加下实际收益的变化，该定理的一个稳健的发现是，稀缺要素的收益将减少，同理 。该定理的另外一个稳健的推论是，稀缺因子有一个权衡，可以克服这种效应，增加帕累托最优。最初的Heckscher-Ohlin模型是一个双因素模型，劳动力市场由一个数字指定。因此，该定理的早期版本无法对贸易自由化下高收入国家非技术劳动力的影响做出预测。然而，更复杂的多个工人生产力等级的模型已被证明在每个劳动等级内都会产生斯托尔珀-萨缪尔森效应：当国际贸易增加时，生产在高技能国家交易的商品的非技术工人的处境会更差，因为对于他们生产的商品的世界市场来说，在第一世界生产线上的非技术工人是比资本更不丰富的生产要素。
斯托尔珀-萨缪尔森定理与要素价格均衡定理密切相关，该定理指出，无论国际要素是否流动，对于技术没有差异的国家，要素价格将趋于均衡。

## 推导
考虑一个只生产小麦和布匹两种商品的经济，劳动力和土地是唯一的生产要素，小麦是土地密集型产业，布匹是劳动密集型产业，假设每种产品的价格等于其边际成本，可以得出该定理。
布料的价格必须是。
(1) P(C)=ar+bw
其中P（C）代表布匹的价格，r代表支付给地主的租金剩余，w代表工资水平，a和b分别代表土地和劳动力的使用量。
同样，小麦的价格也会。
(2) P(W)=cr+dw
其中P（W）代表小麦的价格，r和w代表租金和工资，c和d分别代表土地和劳动力的使用量。
那么，如果布匹的价格上涨，那么至少它的一个要素也必须变得更贵，等式（1）才会成立，因为劳动力和土地的相对数量不受价格变化的影响。可以认为，增加的将是劳动力--织物生产中密集使用的因素。
当工资上涨时，租金一定会下降，等式（2）才会成立。但租金的下降也会影响到等式（1）.要想使这一点仍然成立，工资的增长必须大于布料价格的增长。
那么，产品价格的提高，将使最密集使用的要素的收益按比例增加，而使最不密集使用的要素的收益下降。